# The Register
The Register是一个英国科技新闻网站 ，由 Mike Magee 、John Lettice 和 Ross Alderson于1994年在伦敦共同創辦。該媒體主要報道信息技术新闻以及發表相關評論。